# Opius urundanus
Opius urundanus är en stekelart som beskrevs av Fischer 1968. Opius urundanus ingår i släktet Opius och familjen bracksteklar. Inga underarter finns listade i Catalogue of Life.